# Arsène Néel
Arsène Néel (né le 27 décembre 1856 à Verson (Calvados), mort le 20 août 1935 à Rouen) est un commerçant et homme politique, maire provisoire de Rouen en 1922.

## Biographie
Arsène Pierre Néel nait le 27 décembre 1856 à Verson de Jean Baptiste Arsène Néel, cultivateur et de Rose Désirée Malvoisin. Après ses études, il se fixe à Rouen et dirige rapidement une importante maison de bonneterie et lingerie rue Jeanne-d'Arc. Il épouse Louise Marie Joséphine Monnier, fille de Léon Monnier, et auront deux enfants, Pierre Louis Arsène Néel (1885-1914) mort pour la France pendant la Première Guerre mondiale, et une fille.
Le 1er mai 1904, il est élu au sein du conseil municipal de Rouen. Il est réélu en mai 1908 et décembre 1919. Mobilisé le 2 août 1914, il est affecté comme capitaine du 21e régiment d'infanterie territoriale commissaire d'une gare de ravitaillement. Il est libéré du service en novembre 1917.
Il devient adjoint le 16 juillet 1914 et premier adjoint le 10 décembre 1919. Durant la maladie de Lucien Valin, il remplit les fonctions de maire. Après la démission de celui-ci, il devient maire provisoire du 21 avril au 3 novembre 1922. Le 4 novembre 1922, il démissionne de son poste de premier adjoint. Il demeure au no 36 rue Jeanne-d'Arc.
Il meurt le 20 août 1935 à Rouen. Ses obsèques sont célébrées dans l'église Saint-Vincent de Rouen et il est inhumé à Gaillon.

## Distinction
- Chevalier de la Légion d'honneur (8 novembre 1915)[2] à titre militaire pendant la Première Guerre mondiale[3].